# De Havilland Goblin
De Havilland Goblin, původně Halford H-1, byl jeden z prvních proudových motorů, který navrhl Frank Halford. Motor Goblin vyráběný společností de Havilland byl druhým britským proudovým motorem, který vzlétl s letounem a prvním motorem, který prošel úspěšně zkouškami a získal typové osvědčení.
Motory Goblin byly určeny hlavně pro letouny de Havilland Vampire, ale byl vyráběn i licenčně (např. ve Spojených státech pod označením Allis-Chalmers J36) a poháněl i letouny Saab 21R, Fiat G.80 a de Havilland Swallow. Z motoru Goblin byl později vyvinut větší motor de Havilland Ghost, přičemž číslování modelů navazovalo na označování motorů Goblin.

## Vývoj a popis
Návrh motoru vzešel z londýnské poradenské společnosti Franka Halforda, když na něm začal pracovat v dubnu 1941. Motor byl založen na základním průkopnickém návrhu, který již dříve vypracoval Frank Whittle. Používal radiální kompresor, který vháněl stlačený vzduch do šestnácti samostatných spalovacích komor, odkud proud plynů poháněl jednostupňovou axiální turbínu. Ve srovnání s návrhem Whittlea byl motor H-1 „čistější“, protože používal jednostranný kompresor se vstupem vzduchu z přední strany, který dále proudil přímo „rovně“ přes spalovací komory do turbíny. Whittleův návrh používal „zpětné nasávání“ vzduchu uprostřed motoru, aby byl motor co nejkratší. Halford motor svými změnami zjednodušil, ale přesto motor zůstal poměrně kompaktní.
Motor H-1 byl poprvé spuštěn 13. dubna 1942, přičemž jeho ladění probíhalo rychle a do dvou měsíců dosahoval plného plánovaného tahu. Motor poprvé vzlétl 5. března 1943 na letounu Gloster Meteor a 26. září na letounu de Havilland Vampire. V té samé době koupila společnost de Havilland Halfordovu firmu a samotného Halforda ustanovila ředitelem nově vzniklé společnosti de Havilland Engine Company. Označení motoru H-1 bylo změněno na „Goblin“, zatímco označení nového návrhu H-2 bylo změněno na „Ghost“.
V červenci 1943 byl jeden ze dvou motorů H-1, které byly v té době k dispozici (vlastně se jednalo o záložní motor k motoru, který byl namontován do prototypu letounu Vampire), poslán do Spojených států, kde byl vybrán, aby se stal hlavním motorem montovaným do letounu Lockheed P-80 Shooting Star. Tento motor byl namontován do prototypu, se kterým poprvé vzlétl 9. ledna 1944. Motor byl později zničen při pozemních zkouškách a byl nahrazen zbývajícím motorem H-1 z prototypu letounu Vampire. Společnost Allis-Chalmers byla vybrána, aby motor vyráběla ve Spojených státech pod označením J36, ale zahájení výroby se neustále oddalovalo. Místo toho byl vybrán motor Allison J33 vyvinutý společností General Electric, aby se stal motorem pro sériové stroje P-80A.

## Varianty

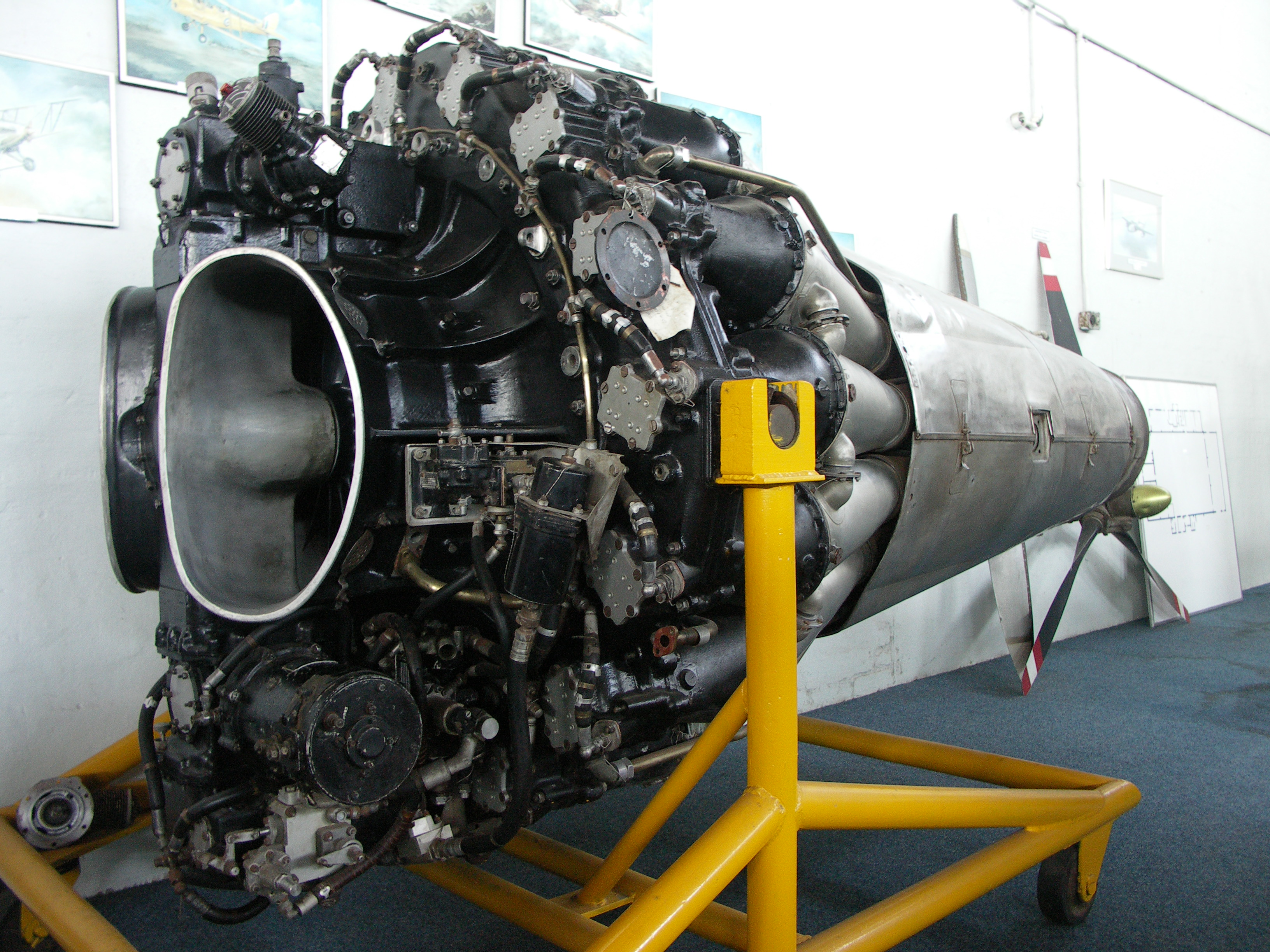
Kompletní motor Goblin

H.1/Goblin I
Vyvinut s tahem 10,2 kN (prototyp). Sériová verze měla tah 12,0 kN.
Goblin II
Tah 13,8 kN.
Goblin 3
Tah 14,9 kN.
Goblin 35
Tah 15,6 kN.
Goblin 4
Tah 16,7 kN.
Allis-Chalmers J36
Licenční výroba motoru ve Spojených státech u společnosti Allis-Chalmers.

## Použití

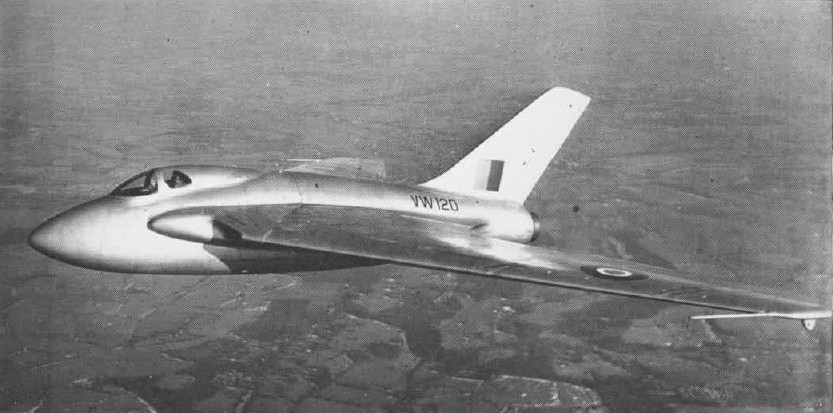
Goblinem poháněný letoun DH.108 Swallow

### Letouny
- de Havilland Vampire
- de Havilland Swallow
- Curtiss XF15C-1
- Fiat G.80
- Gloster Meteor
- Lockheed XP-80
- Saab 21R

### Další použití
- Motorový člun Bluebird K4

## Dochované motory
Několik motorů Goblin se dochovalo do dnešních dnů a jsou vystaveny převážně jako statické exponáty v různých leteckých muzeích převážně v Anglii, ale i ve Spojených státech (seznam uveden na anglické verzi této stránky).
V prosinci 2012 byly dva letouny de Havilland Vampire poháněné motory Goblin stále registrovány britskými úřady jako letuschopné.

## Specifikace (D.H Goblin II)
Data pocházejí z publikace „Gas Turbines and Jet Propulsion for Aircraft“.

### Technické údaje
- Typ: proudový motor
- Délka: 2,718 m
- Průměr: 1,270 m
- Hmotnost: 703 kg

### Součásti motoru
- Kompresor: jednostranný radiální kompresor
- Spalovací komora: 16 spalovacích komor
- Turbína: jednostupňová turbína
- Palivo: letecký petrolej

### Výkony
- Tah motoru: 13,3 kN (3 000 lbf) při 10 200 otáčkách za minutu
- Celkový kompresní poměr: 3,3:1
- Teplota na výstupu turbíny: 790 °C
- Spotřeba paliva: 1 687 kg/hod. (2 114 l/hod.)

#### Související vývoj
- Allison J33
- de Havilland Ghost